# Direct Hits (The Who)
Direct Hits è la prima raccolta del gruppo rock The Who pubblicata nel Regno Unito nel 1968, la seconda dopo Magic Bus: The Who on Tour che era stata pubblicata negli USA un mese prima. In alcune edizioni successive venne rinominata The Best of The Who.

## Storia
Direct Hits è la prima compilation pubblicata nel Regno Unito dal gruppo e il loro quarto LP. Raccoglie brani pubblicati su singolo, sia sul lato A che B, e altri provenienti dal secondo album, The Who Sell Out, e dal primo EP, Ready Steady Who, pubblicati dalla Reaction Records o dalla Track Records dal 1966 al 1968. I brani del periodo precedente, pubblicati nel Regno Unito dalla Brunswick Records, non furono disponibili a causa di problemi di licenza musicale.
L'album ha alcuni brani in comune con la precedente compilation Magic Bus: The Who on Tour, pubblicata negli USA. Fino agli anni ottanta fu l'unico album a contenere brani come "In the City", "Dogs" e la cover di The Last Time dei Rolling Stones.

## Tracce
Lato A
1. Bucket "T" – 2:06 (Dean Torrence, Don Altfeld, Roger Christian) – dall'EP Ready Steady Who
2. I'm a Boy – 2:32 (Pete Townshend) – dal singolo I'm a Boy/In the City
3. Pictures of Lily – 2:43 (Pete Townshend) – dal singolo Pictures of Lily/Doctor, Doctor
4. Doctor! Doctor! – 2:53 (John Entwistle) – dal singolo Pictures of Lily/Doctor, Doctor
5. I Can See for Miles – 3:55 (Pete Townshend) – dal singolo I Can See for Miles
6. Substitute – 3:47 (Pete Townshend) – dal singolo Substitute

Durata totale: 17:56
Lato B
1. Happy Jack – 2:11 (Pete Townshend) – dal singolo Happy Jack
2. The Last Time – 2:50 (Mick Jagger, Keith Richards) – dal singolo The Last Time/Under My Thumb
3. In the City – 2:19 (John Entwistle, Keith Moon) – dal singolo I'm a Boy/In the City
4. Call Me Lightning – 2:19 (Pete Townshend) – dal singolo Dogs/Call Me Lightning
5. Mary Anne with the Shaky Hand – 2:05 (Pete Townshend) – dall'album The Who Sell Out
6. Dogs – 3:03 (Pete Townshend) – dal singolo Dogs/Call Me Lightning

Durata totale: 14:47